# 久米官衙遺跡群

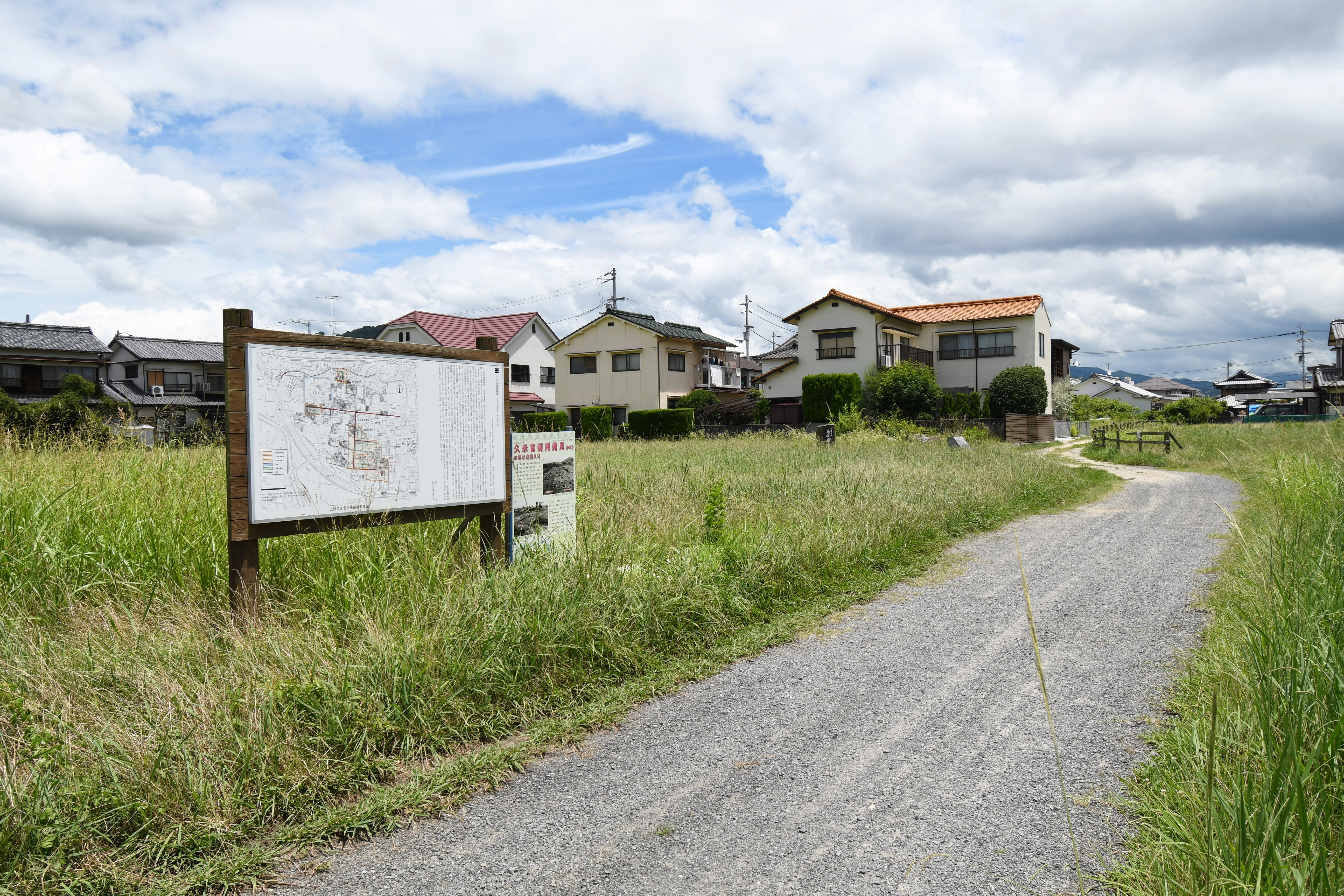
久米官衙遺跡跡 説明板付近

久米官衙遺跡群（くめかんがいせきぐん）は、愛媛県松山市来住町（きしまち）にある官衙遺跡群。久米官衙遺跡（古代官衙関連遺跡）・来住廃寺跡（きしはいじあと、古代寺院跡）から構成される。国の史跡に指定されている（指定名称は「久米官衙遺跡群 久米官衙遺跡 来住廃寺跡」）。

## 位置と調査経緯
久米官衙遺跡群は、松山市の市街地から南東へ約4キロ、北を堀越川、南を小野川が流れる微高地（来住（きし）台地）に位置する。1967年に古代寺院（来住廃寺）の塔跡（後に塔ではなく金堂の跡と判明）と講堂跡が調査されて以来、100次以上にわたる調査が実施されてきた。
来住廃寺跡の近くから検出された回廊状の遺構を含め「来住廃寺跡」の名称で1979年に国の史跡に指定された。ところが、調査の進展とともに、上記の回廊状遺構は寺院に属したものではなく、寺院の建立以前に存在した官衙施設の一部であることがわかった。さらにこの回廊状遺構の北方一帯からも官衙遺構が相次いで確認された。このため、2003年には史跡の追加指定を行うとともに、指定名称を「久米官衙遺跡群 久米官衙遺跡 来住廃寺跡」と改めた。

## 遺構

### 概観
本遺跡群を構成するおもな遺構としては、前述の来住廃寺跡、その西方に、寺跡と一部重複する形で存在する通称「回廊状遺構」のほか、「回廊北方官衙」「正倉院」「政庁」「政庁南東官衙」と名付けられた区域がある。このうち国の史跡に指定されているのは、(1)来住廃寺跡及びこれと一部重複する「回廊状遺構」、並びに「回廊北方官衙」の南西部を含む一郭、(2)「正倉院」の南西部、(3)「政庁」の一部のみである。(1)のうち寺跡部分のみが1979年指定、(1)の残りの部分と(2)(3)は2003年の追加指定である。
本遺跡群の特色の一つは、7世紀半ば以降に設定された地割にある。溝、塀などで区切られた一町（約110メートル）四方の方形の区画が整然と並び、区画と区画の間には幅2 - 3メートルの道路が介在する。少なくとも東西4町、南北3町の範囲がこのような形で区画されていた。本遺跡群の場合、道路の中心から隣の道路の中心までの距離を一町とするのではなく、区画された土地自体の一辺の長さを一町としていることが注意される。

### 来住廃寺跡

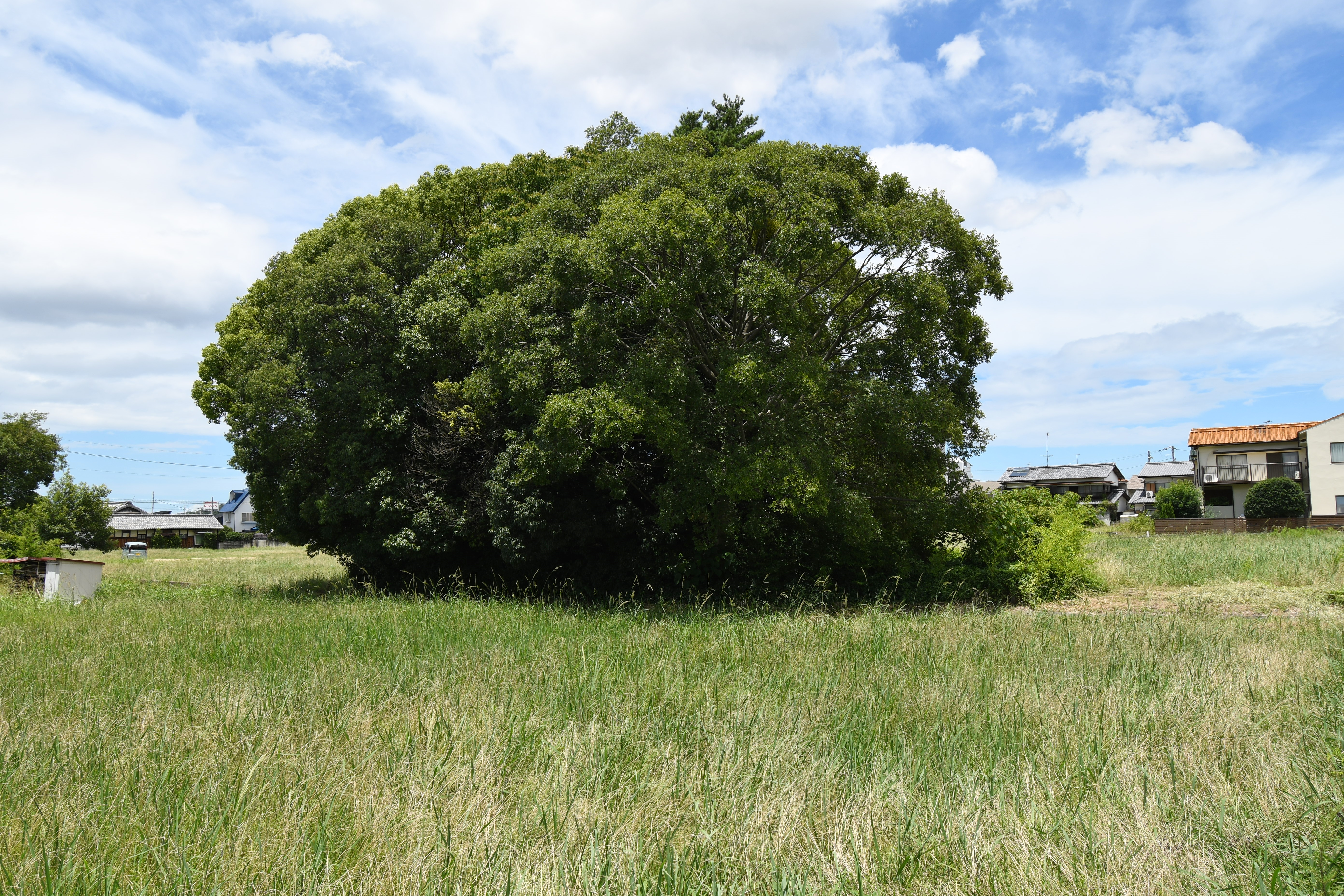
来住廃寺跡 金堂基壇

7世紀末頃に建立された寺院の跡である。一辺約10メートル、高さ約1メートルの土壇があり、礎石が8個残っている。土壇上には、かつて存在した塔の露盤（仏塔の最上階の屋根上にある部材）だったとされる石造物が残っている。ただし、土壇自体は塔ではなく金堂の跡であることが、2005年の調査で確認された。金堂の平面規模は柱間が5間×4間、実長は10.8×8.9メートルである。
金堂跡の北東に講堂とみられる建物の跡があり、そのさらに北には僧房とみられる建物跡がある。寺院敷地は中世の遺構によって攪乱されており、伽藍配置の詳細や、寺域の東西南北の境界などは未詳である。
なお、寺域からは単弁十葉蓮華文軒丸瓦が出土している。この瓦は650年頃を下限とするもので、久米官衙遺跡では他に正倉院の外郭溝などからも出土している。

### 回廊状遺構
来住廃寺跡の西側に位置する方一町（一辺が約110メートルの方形）の遺構で、敷地の一部が寺跡と重なっている。この場所からは内外2列の柱列跡からなる回廊状遺構が検出されたため、この方一町の遺構自体を「回廊状遺構」と通称している。この2列の柱列跡は、調査の初期段階では来住廃寺跡の回廊と考えられていたが、調査の進展により、寺に属したものではなく、寺の創建以前の官衙遺構であることがわかった。
この遺構は、方一町の区画の四周を区画溝で区切り、その内側に回廊状の区画施設がある。内部の北寄り（北回廊から10メートル離れた場所）に正殿とみられる建物跡がある。また、南回廊には桁行3間・梁間2間の南門が開かれていた。
回廊状の区画施設は、前述のように内外2列の柱列跡が残っているが、外側の柱列にくらべると、内側の柱列は柱穴の径・深さともに小さい。すなわち、外側の柱列は主柱、内側の柱列は脇柱と考えられる。したがって、ここに建っていたのは古代寺院の回廊のようなものではなく、屋根が架かっていたとしても片流れ屋根の簡易なものだったと推定される。

### 回廊北方官衙
調査の進展にともない、前項の「回廊状遺構」の真北にも官衙遺構が存在することがわかった。これを便宜上「回廊北方官衙」と称している。区画の四隅のうち、発掘で確認されているのは南西の角のみであるが、「回廊状遺構」と同様に敷地全体は方一町の規模と思われる。区画の周囲には溝の跡がめぐっているが、この溝は「回廊状遺構」にみられるような濠ではなく、板塀か柴垣の跡とみられる。区画の南西寄りに5棟の掘立柱建物跡が確認されている。

### 正倉院
前項の「回廊北方官衙」の北西にある。当初は「回廊状遺構」および「回廊北方官衙」と同様に方一町の区画を占めていたが、7世紀末か8世紀初め頃に敷地を南に30メートルほど拡張している。区画施設は、当初は道路側溝のような溝と目隠しの板塀であったが、敷地拡充後はあらためて濠（幅2.5ないし3メートル）が造られている。拡充後の規模は、濠の外周で測ると、南北が約140メートル、東西が120メートル（北濠）から125メートル（南濠）となっている。内部の建物は何度か建て替えられ、敷地拡充後は礎石建てとなっている。

### 政庁

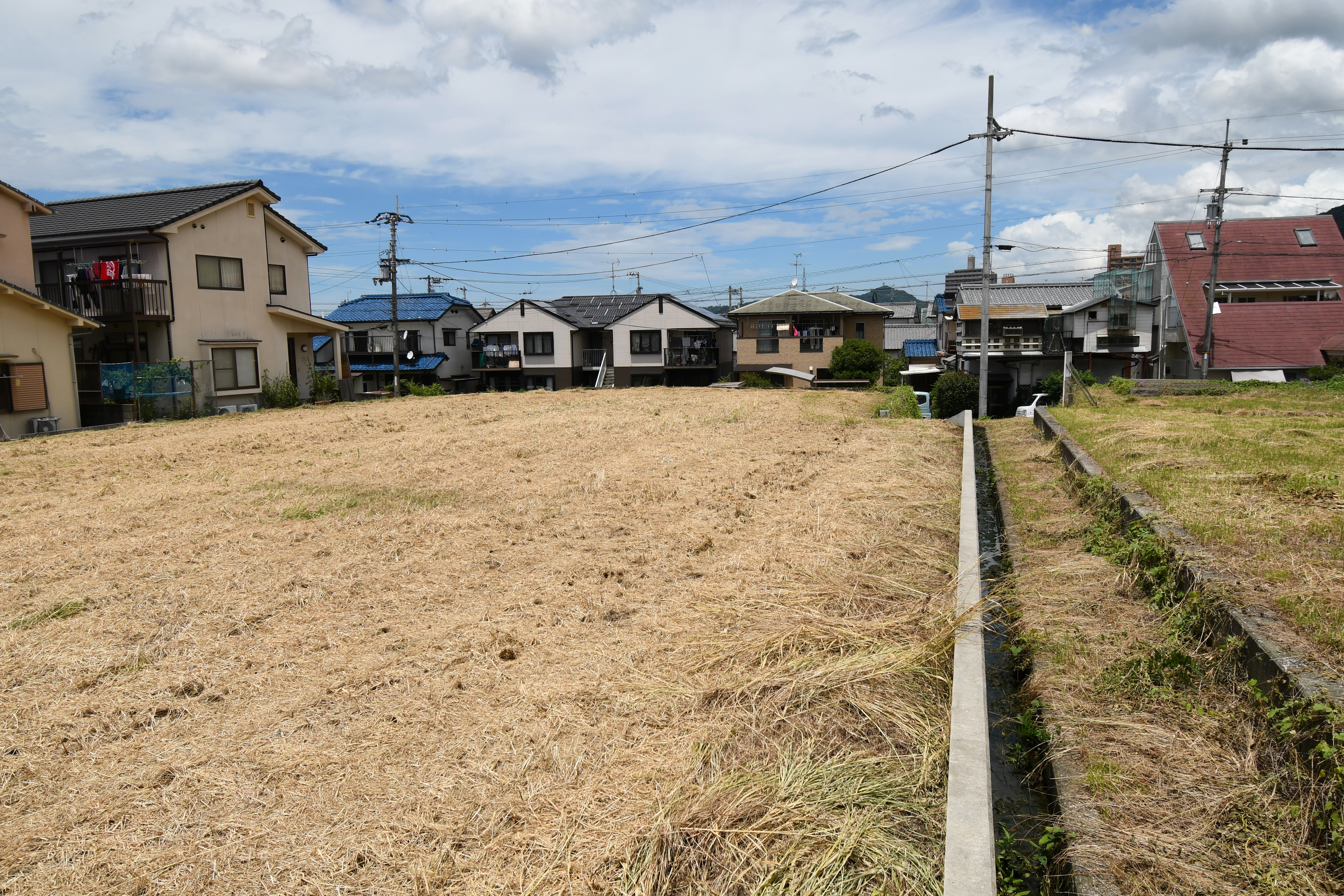
政庁跡付近

「回廊北方官衙」の北、正倉院の東に位置する。既述の他の遺構と異なって、方一町の地割とは無関係に建てられており、地割が成立する以前の7世紀前半にさかのぼる遺構とみられる。この遺構は「長舎囲い」である。「長舎囲い」とは、長大な建物の側面に塀が取り付き、建物自体が区画施設の一部となっているものである。遺構全体が発掘調査されたものではないが、一辺が約52メートルの方形の区画に正殿その他の庁舎が建てられていたとみられる。方一町の地割が実施された7世紀後半以降、政庁機能は南側の土地に移転したとみられるが、発掘調査による確認はされていない。
この政庁跡の近くからは「久米評」の文字を針書した須恵器片が出土している。「郡」の意味で「評」の文字が使用されたのは、大宝律令施行前、7世紀後半の半世紀ほどの期間に限られるため、この土器片は官衙の成立時期や性格を考えるうえで重要な資料である。

### 政庁南東官衙
前項の「政庁」の南東約80メートルのところにある。周囲に1列の柱列跡がめぐっており、一辺43メートルほどの方形の区画を板塀で区切っていたとみられる。政庁の業務を補完する役所があったとみられる。

## 官衙の成立と変遷
久米官衙の成立の起源については、2つの説が唱えられている。一つは、舒明天皇と斉明天皇の伊予行幸（それぞれ639年と661年）を機縁とし、行宮を含む官衙が建設されたとする説。もう一つは、ミヤケ、すなわちヤマト政権の直轄地の役所として建てられたとする説である。
本遺跡は、水田耕作のためにかなり削平されており、遺物の出土はあまり多くない。したがって、遺構の年代決定には困難をともなうが、おおむね以下の3期にわたる変遷が想定されている。
1期は、方一町の区割が成立する以前の時期で、「政庁」のみが存在していた時期であり、7世紀前半に相当する。
2期は、方一町の区画と、これに介在する幅3 - 4メートルの道路からなる整然とした区割が成立した時期で、7世紀中頃から第4四半期に至る時期である。この時期に正倉院や政庁南東官衙が成立し、やや遅れて回廊状遺構、回廊北方官衙も成立した。
3期は7世紀第4四半期から8世紀以降に相当する。回廊状遺構が廃されて来住廃寺が創建され、正倉院の敷地が南方に拡充された。

## 文化財

### 国の史跡
- 久米官衙遺跡群
  - 久米官衙遺跡
  - 来住廃寺跡

1979年（昭和54年）4月21日、史跡「来住廃寺跡」の指定。
2003年（平成15年）8月27日、史跡範囲の追加指定および「久米官衙遺跡群 久米官衙遺跡 来住廃寺跡」への指定名称変更。
2005年（平成17年）7月14日、史跡範囲の追加指定（官衙政庁施設の一部）。